# Archytas australis
Archytas australis là một loài ruồi trong họ Tachinidae.